# Chiemgau-Einschlag
Der Begriff Chiemgau-Einschlag oder Chiemgau-Impakt bezeichnet eine Hypothese über den Einschlag eines Kometen/Asteroiden, der nach dem Eindringen in die Erdatmosphäre in der Luft explodiert sein soll und dessen Trümmer angeblich im Chiemgau niedergingen. Der Einschlag soll sich zwischen 2200 und 300 v. Chr. ereignet haben.
Die im Jahr 2000 erstmals von Amateur-Archäologen geäußerte Vermutung der Existenz des Chiemgau-Impakts wird von der Fachwelt überwiegend abgelehnt und ist nach Angaben des Bayerischen Landesamts für Umwelt widerlegt.

## Mutmaßliches Streufeld
Koordinaten: 47° 50′ 50″ N, 12° 34′ 5″ O
Im Jahr 2000 stieß eine Gruppe von Amateurarchäologen und bayerischen Heimatforschern, die Sondierungen mit einem Metalldetektor vornahmen, im Raum zwischen Altötting und Burghausen nahe der oberösterreichischen Grenze mehrfach auf unbekannte Metallpartikel unterschiedlicher Formen ohne erkennbare archäologische Herkunft. Die Funde lagen häufig in muldenförmigen Erdstrukturen, teils in Wäldern, teils auf freiem Feld. Die Form der Mulden, in Verbindung mit den metallischen Funden, führte zu der Hypothese, dass die Überreste eines Meteoriten-Einschlags gefunden worden waren. Daraufhin bildete sich unter der Bezeichnung Chiemgau Impact Research Team (CIRT) ein Forschungsteam aus Hobby-Archäologen, dem aber auch der Geologe und Geophysiker Kord Ernstson angehört. Weitere Mitglieder des CIRT sind der Archäoastronom Michael Rappenglück, die Historikerin Barbara Rappenglück, der Geologe Andreas Neumair, der experimentelle Archäologe Till Ernstson und ehemals auch Ralph Sporn, einer der Finder der Neuschwanstein-Meteoriten. Seit 2014 ist der Physiker Ioannis Liritzis von der University of the Aegean, Department of Mediterranean Studies Mitglied im CIRT.
Das CIRT dokumentierte nach eigenen Aussagen über 100 vermutete Einschlagskrater in einem elliptischen Streufeld mit einer Länge von 58 Kilometern und einer Breite von bis zu 27 Kilometern, das sich von einer Anhäufung kleinerer Krater nordwestlich von Burghausen bis zum Chiemsee erstreckt. Nach Ansicht der CIRT zeigt ein Vergleich mit anderen irdischen Streufeldern Ähnlichkeiten in Anordnung und Verteilung der Objekte. Als größter Krater im Streufeld wird der annähernd kreisförmige Tüttensee bei Grabenstätt mit einem Durchmesser von 370 Metern angesehen.
Aus der Größe und Verteilung der postulierten Krater wurde vom CIRT auf einen möglichen Ablauf des Impakts zurückgeschlossen. Demnach sei ein etwa einen Kilometer großer Komet, vom Nordosten kommend, mit einer Geschwindigkeit von 12 km/s unter dem Winkel von 7° in die Erdatmosphäre eingetreten. In etwa 70 Kilometern Höhe sei dieser explodiert, und die Bruchstücke seien mit der Zerstörungskraft von 8000 Hiroshimabomben eingeschlagen.

## Geologischer Rahmen im postulierten Einschlaggebiet

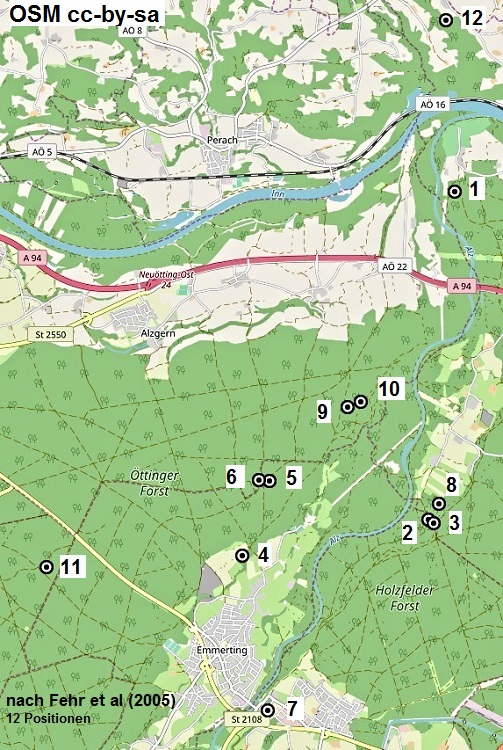
Position von 12 kraterähnlichen untersuchten Depressionen im Lkr. Altötting (Fehr et al. 2005)

Abgesehen vom nördlichsten Bereich des vermuteten Streufeldes (bei Marktl am Inn), wo miozäne Schotter, Sande und Mergel in dem hügeligen Gelände anstehen, ist das postulierte Einschlaggebiet vorwiegend aus pleistozänen Moränensedimenten und Schottern aufgebaut. Gerölle und Blöcke bis zur Größe von 20 cm sind mit Sanden und Tonen vermischt. Die Komponenten repräsentieren alpines Material in Form von Sedimentiten (vorwiegend Kalksteine und Sandsteine), Magmatiten (meist Granitoide) sowie Metamorphiten (überwiegend Quarzite, Gneise, Amphibolite, Serpentinite und Schiefer). Gelegentlich beobachtet man größere Blöcke zementierter Konglomerate (Nagelfluh). Örtlich können holozäne Schotter sowie Löß und Lößlehm zu den obersten Schichten im postulierten Einschlaggebiet beitragen. Die lithologische Vielfalt im Zielgebiet trägt, laut CIRT, zu einer Vielfalt von Impakterscheinungen in den betroffenen Gesteinen bei.

## Indizien eines Impaktes
Für Impakte gibt es zwingende und weniger zwingende Kriterien. Diese wurden von Norton, O.R. (2002): The Cambridge Encyclopedia of Meteorites – Cambridge University Press, pp. 291–299 und French, B.M. (1998): Traces of Catastrophe. A Handbook of Shock-Metamorphic Effects in Terrestrial Meteorite Impact Structures. Lunar and Planetary Institute, pp. 97–99 sowie anderen zusammengestellt. Gegenwärtiges Einvernehmen besteht dahingehend, dass die Punkte Schockeffekte, Shattercones, Meteoritenbruchstücke und direkte Beobachtung bereits jeder für sich allein genommen eine Bestätigung für ein Impaktereignis darstellen.

### Morphologie
Kraterähnliche Strukturen sind im Streufeld morphologisch als runde bis ovale schüsselförmige Geländevertiefungen mit Durchmessern von wenigen hundert Metern ausgebildet und häufig mit einem Randwall versehen. Sie befinden sich in Talbereichen, Hanglagen, auf Höhenrücken und exponiert auf Moränenrücken. Das Tiefe-zu-Durchmesser-Verhältnis bei unveränderten Strukturen beträgt im Mittel 1:6 bis 1:7.

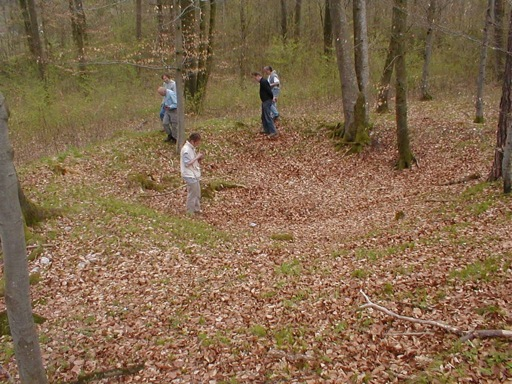
Die Bodensenke #004 im mutmaßlichen Streufeld mit einem Durchmesser von 11 m. Man beachte den ausgeprägten Ringwall (Kord Ernstson)

Grundsätzlich runde Strukturen; Vertiefungen mit Ringwällen oder/und Zentralhügeln/-bergen, Mehrfachring-Strukturen. Morphologie ist letztlich wenig aussagekräftig, da viele andere geologische Strukturen kreisrund oder ringförmig sein und andererseits echte Impaktstrukturen stark von einer solchen Form abweichen können.
Das CIRT sieht dieses Kriterium als erfüllt an, da es im postulierten Streufeld unzählige kreisförmige Krater mit Ringwällen vorgefunden hat. Ein Beispiel ist der Krater 004 mit 11 m Durchmesser im Chiemgau-Kraterstreufeld. Als bisher größter Einschlagkrater ist vom CIRT der Tüttensee genannt worden, dieser ist jedoch nach geologischer Lehrmeinung ein eiszeitlicher Toteiskessel, der beim Rückzug der Gletscher am Ende der letzten Eiszeit entstand, wie sie als solche im Alpenvorland häufiger anzutreffen sind.

### Geophysikalische Anomalien

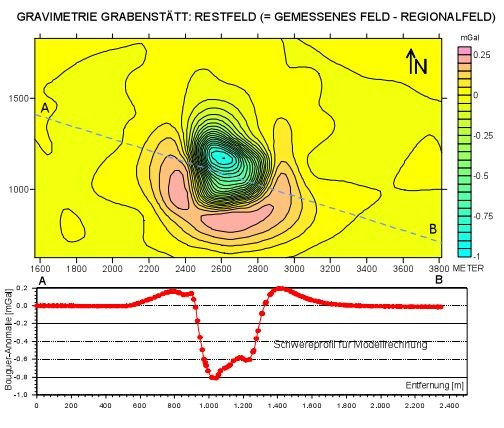
Gravimetrie Grabenstätt Tüttensee: ergibt ringartige Struktur mit Hinweis auf merkliche Verdichtung

An vielen Impaktstrukturen lassen sich charakteristische gravimetrische und magnetische Anomalien feststellen. Allerdings können auch andere geologische Vorgänge solche Anomalien zur Folge haben.

Gravimetrische Messungen am Tüttensee und seiner Umgebung ergeben in der Auswertung eine ringartige Struktur, die auf eine merkliche Verdichtung des Untergrundes hinweist. Dieser Befund in einem Bereich lose abgelagerten eiszeitlichem Materials (mit Ausnahme der am nördlichen Rand des Tüttensees vorhandenen Moräne, die an sich schon verdichtet abgelagert wurde) stützt die Impaktthese gegenüber einer Erklärung der Tüttenseestruktur als (spät)eiszeitliche Bildung. Eine konventionelle Erklärung könnte sich aus der Faltenmolasse ergeben, die sich unter den eiszeitlichen Ablagerungen befindet.
Magnetische Auffälligkeiten: Die magnetische Bodensuszeptibiltät, die Hoffmann et al.(2004) im äußersten Norden des Kraterstreufeldes gemessen haben, wurde inzwischen mit denselben Merkmalen vom CIRT in der Nähe vom Tüttensee-Krater in den Wäldern von Marwang nachgewiesen.

### Geologische Merkmale
In Impaktstrukturen und um sie herum findet man regelmäßig: starke Deformationen, Faltung, Verwerfungen, Zerbrechungen; polymikte und monomikte Brekzien und Brekziengänge, Megabrekzien; Hochdruck-/Kurzzeit-Deformationen von Klasten in unverfestigter Matrix; Gesteine, die wie Vulkanite oder Magmatite aussehen; Gesteinshorizonte aus exotischem Material.

#### Donnerlöcher

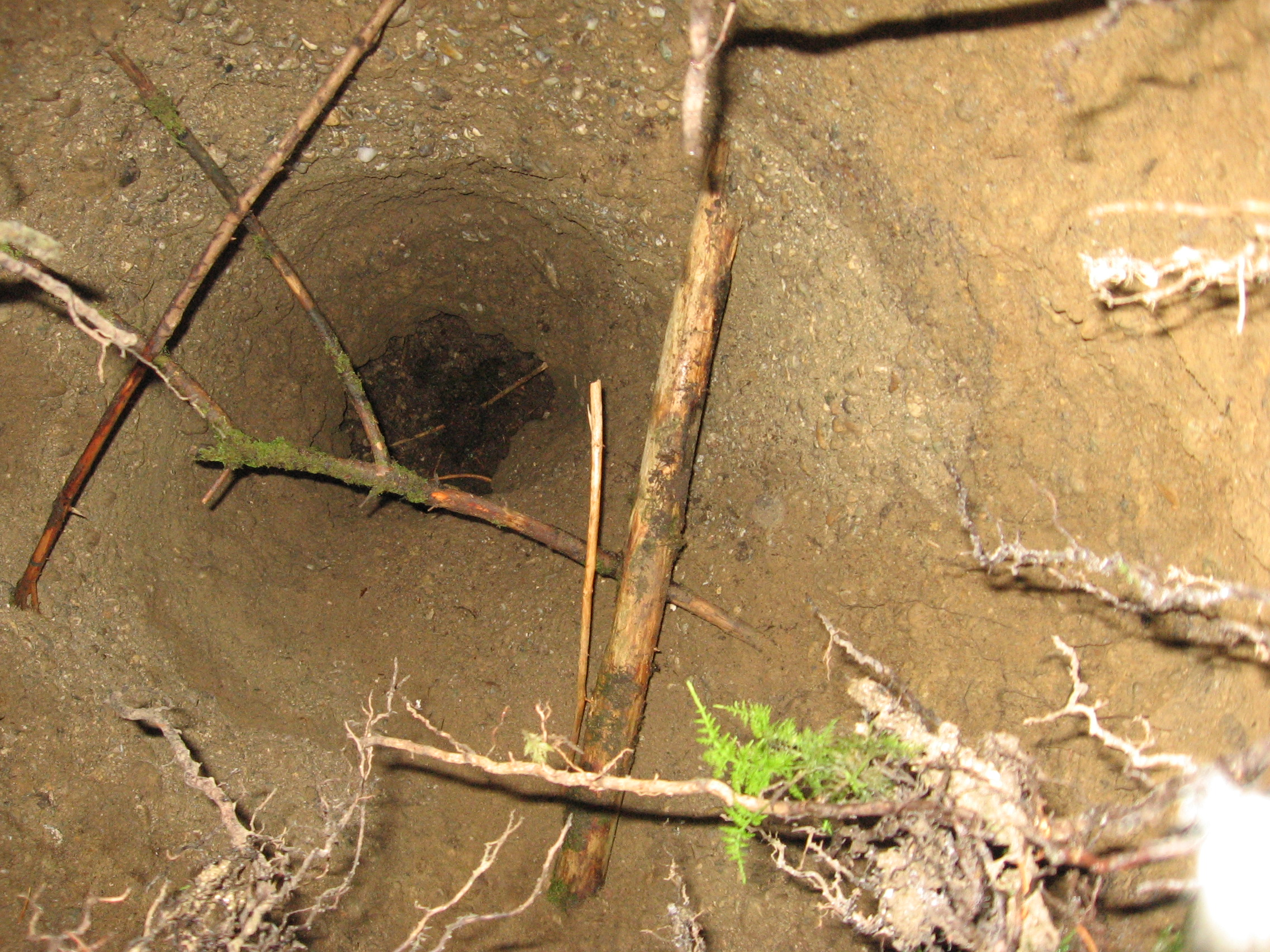
Donnerloch Kienberg, 25. Oktober 2013

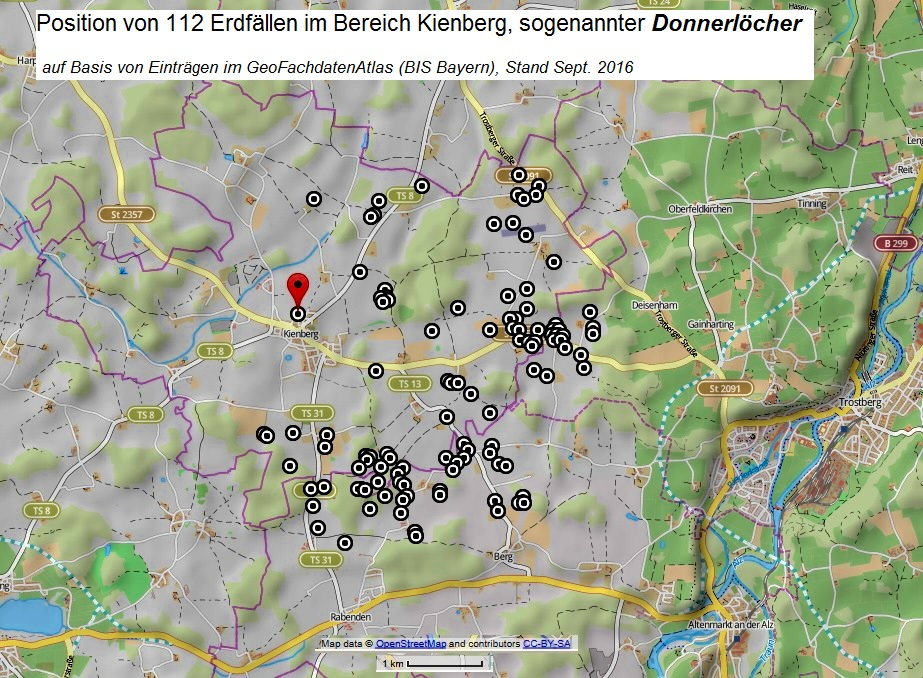
Position von Donnerlöchern im Umfeld von Kienberg

Im Bereich von Kienberg nördlich des Chiemsees wurden in den letzten Jahrzehnten etliche Bodeneinbrüche (lokal als Donnerlöcher bezeichnet) dokumentiert. Aufgrabungen von solchen Einbrüchen bis in mehrere Meter Tiefe zeigen am Boden eine Nagelfluhbank, die an der Stelle des Einbruchs aufgebrochen ist und Teile davon mit einer Masse von zum Teil mehr als 100 kg um bis zu 1 m nach oben gedrückt wurden. Geophysikalische Messungen bestätigen einen Massentransport von Bodenmaterial nach oben, verursacht durch erdbebenähnliche Schockwellen im Untergrund in einer Ausdehnung, die den Durchmesser des sichtbaren Einbruchs weit übertrifft.
Als am 25. Oktober 2013 bei Kienberg ein sechs Meter tiefer Erdfall, ein sogenanntes „Donnerloch“, entdeckt wurde, sah sich CIRT-Chef Professor Kord Ernstson nach einer vor Ort vorgenommenen geophysikalische Messung in seiner Theorie bestätigt. Der gewaltige Schock der Erdbebenwellen habe Teile des Nagelfluhgesteins verflüssigt und wie ein Sektkorken nach oben in die darüber liegende Lehmschicht gedrückt. Das CIRT führte dazu bereits im Jahre 2011 umfangreiche Untersuchungen durch, welche im Journal „Central European Journal of Geosciences“ publiziert wurden.
Das Bayerische Landesamt für Umwelt wies die Theorie, dieses und andere Donnerlöcher wären durch einen Meteoriteneinschlag entstanden, umgehend zurück. Demzufolge entstehen solche Erdlöcher, weil im Untergrund Gestein vorkommt, das durch Wasser leicht gelöst werden kann. Mit der Zeit bilde sich so ein unterirdischer Hohlraum, dessen Dach plötzlich und ohne Vorwarnung einstürzen könne. In der Gefahrenhinweiskarte von 2014 geht das LfU näher auf die Entstehung ein und stellt fest, dass sie vorwiegend in flachem Gelände, oft in Senken entstehen. Weil dort ein Abfluss von Niederschlägen an der Oberfläche nicht oder nur eingeschränkt möglich ist, kommt es zur Ausspülung von Feinsanden aus unterirdischen Hohlräumen mit der Folge eines Erdfalls.
Mit einer neuen Veröffentlichung „Das Donnerloch-Phänomen und der Chiemgau-Impakt: Ein neuer Baggerschurf, geophysikalische und geologische Befunde“ vom Juli 2014 stellt das CIRT, im Rahmen einer genau beschriebenen und dokumentierten Untersuchung, die Aussage des Bayerischen Landesamts für Umwelt weiterhin in Frage.
In der Geo-Newsletter Bayern Nr. 32 vom 17. August 2016 weist das LfU darauf hin, dass kostenlos, großformatige Ausstellungstafeln zum Thema Donnerlöcher – Erdfälle im Alpenvorland ausgeliehen werden können.

Auf 4 Seiten wird die Geologie im Bereich rund um Kienberg dargestellt und aufgezeigt, wie durch Lösung von Gestein im Untergrund und durch Auswaschung von Feinsedimenten durch Wasser, Hohlräume im Untergrund entstehen und urplötzlich einbrechen können.
Die Zahl der vom Ortsheimatpfleger Hr. Schiebl seit 1910 dokumentierten Fälle sind durch Arbeiten der Technischen Universität München auf 194 Objekt erweitert worden.
Im UmweltAtlas Bayern ist die Lage und Verteilung der Donnerlöcher in der Themenkarte Geogefahren unter der Rubrik Erdfälle/Dolinen dargestellt. Kurzinformationen zu den Donnerlöchern (Abmessungen, Erfassunszeitpunkt usw.) lassen sich aus der Karte Georisk-Objekte entnehmen.

### Hochtemperaturmerkmale

#### Gestein mit Hitzeeinwirkung

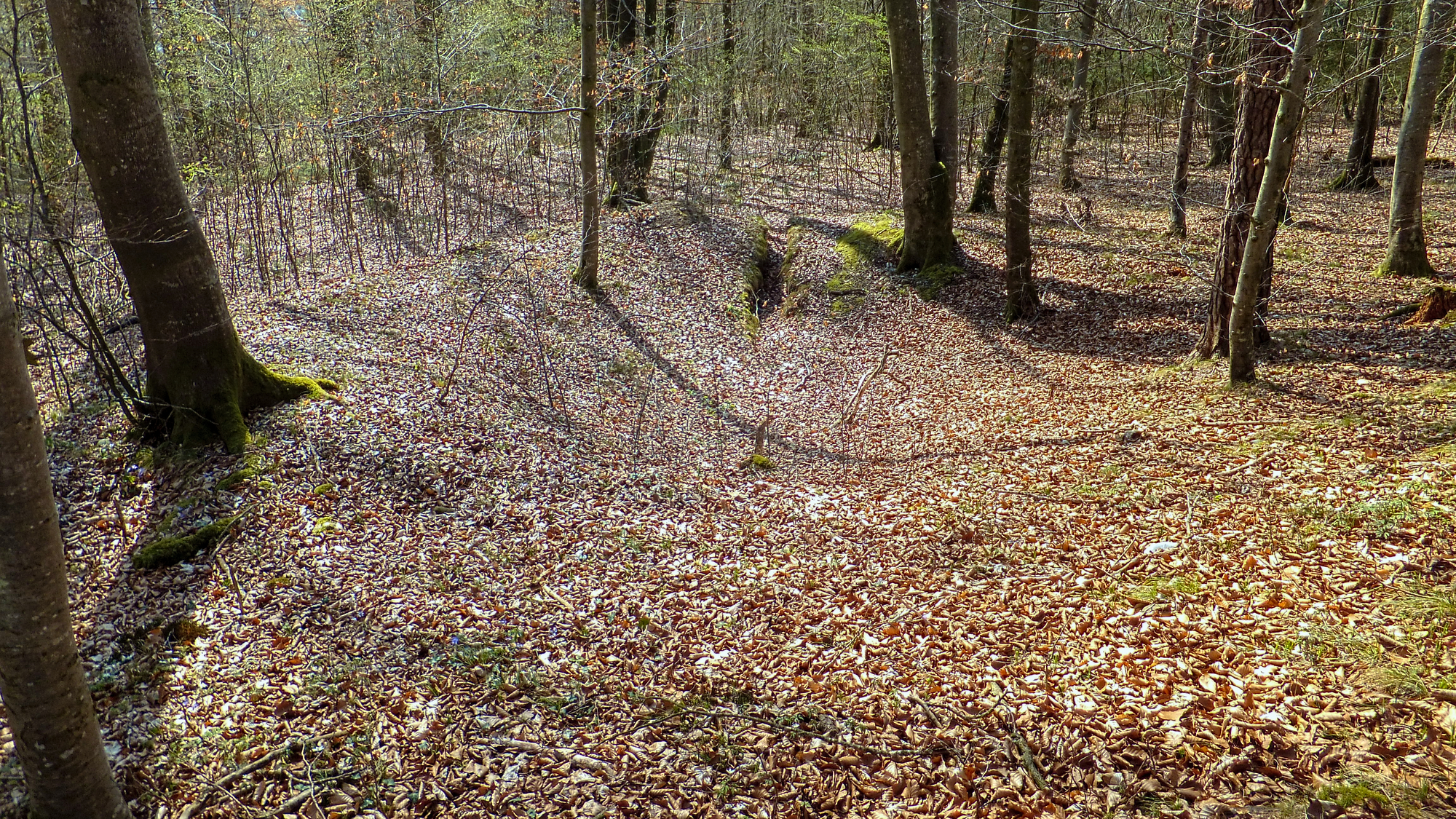
Bodensenke #004 mit Sondierschnitt

2005: Eine Arbeitsgruppe der Eberhard Karls Universität Tübingen berichtete von der Untersuchung der „kraterähnlichen Struktur“ #004 mit einem Durchmesser von etwa elf Metern, deren Gesteine auf die Einwirkung von Temperaturen bis zu 1500 °C schließen ließen: Die Entstehung dieser Struktur durch einen Impakt wurde in Betracht gezogen, war aber als nicht bewiesen angesehen worden.

#### Furchensteine

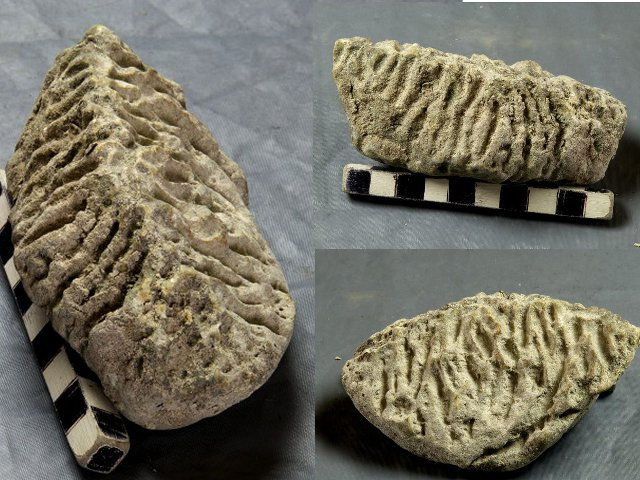
Bioerosion an Kalksteingeröll vom Chiemsee

Pro: Von den Impaktbefürwortern werden sie als Regmaglypten angesehen, deren Entstehung durch einen Lösungs / Erosionsprozess mit dem Anschmelzen des Gerölles beim Impakt zu erklären ist. Die Erklärung des CIRT: Die häufig pyramiden- oder kegelförmig skulptierten Gerölle mit z. T. sehr scharfkantig ausgebildeten, geometrisch an den Kegeln und Pyramiden orientierten Graten, die Stylolithen (Drucksuturen) folgende Erosion durch Schmelzen/Dekarbonisierung und somit zu dem gerichteten Ablationsprozess führte. Die Hitzeanzeichen von Silexknollen in regmaglypischen Kalksteinen und gestriemte Oberflächen der Regmaglypten führen die Erklärung als Bildung von Organismen ad absurdum.
Kontra: In der Flachwasserzone des östlichen Chiemsees finden sich regelmäßig Kalkgerölle mit auffälligen Oberflächen, die als Furchensteine bezeichnet werden. Furchensteine sind hingegen nicht auf den Chiemsee beschränkt, sondern in Seen des Alpenvorlandes und anderer Regionen weit verbreitet und durch die Tätigkeit von Cyanobakterien und Algen im Flachwasser entstanden.

### Hochdruckmerkmale
Planare Deformationsstrukturen (PDFs) in Quarz, Feldspäten und anderen Mineralen; planare Brüche (PFs) in Quarz, diaplektische Quarze und Feldspäte, diaplektische Gläser; multiple Scharen intensiver Knickbänderung in Glimmern, multiple Scharen von Mikrozwillingen in Calcit. Knickbänder in Glimmer und planare Brüche (Spaltbarkeit) in Quarz sind auch von extremer tektonischer Deformation bekannt. In den postulierten Kratern und in deren Umgebung lagern Brekzien oder zerbrochene Gesteine. Darüber hinaus wurden verglaste Gesteine gefunden, deren Entstehung nach Meinung des CIRT auf die Hitzeeinwirkung beim vermuteten Einschlag zurückzuführen sind. Die glasigen Oberflächen mancher silikatischer Gerölle sind nach Ansicht der Kritiker bei der vorindustriellen Rohstoffgewinnung, etwa in kleinen Eisenhütten oder Kalkbrennöfen entstanden. Sowohl die Furchensteine als auch die Gerölle mit glasierter Oberfläche finden sich ausschließlich an der Erdoberfläche, nicht aber in natürlich gewachsenem Material.
2013: Im Rahmen der Mineralogie-Tagung vom 19. – 22. Mai 2013 in Syktyvkar wurde von Ernstson et al. ein Beitrag veröffentlicht, bei dem es um die vielen verschiedenartigen Kohlenstoff-Modifikationen (darunter Chiemit, mit Belegen höchster Drücke und Temperaturen bei der Bildung), die auf eine Schock-Inkohlung der beim Impakt im Chiemgau betroffenen Vegetation hinweisen, geht. Schock-Inkohlung meint dabei, dass, anders als bei der geologisch langandauernden Kohlebildung (organisches Material > Torf > Braunkohle > Steinkohle > Anthrazit) eine direkte Umwandlung von organischem Material (vor allem Holz, Torf) in höchste Inkohlungsstufen wie den glasartigen Kohlenstoff und den Chiemit spontan durch die extreme Schockwirkung erfolgte. Dafür geben viele Funde überzeugende Argumente, wie Kieselalgen (Diatomeen) und Cyanobakterien in dichtem, hartem, glasartigem Kohlenstoff und Holzreste, die in den Hochtemperatur-/Hochdruck-Chiemit „eingebacken“ sind.
2014: Die vom CIRT in Dünnschliffen festgestellten Schock-Effekte – diagnostisch für Schockmetamorphose – in Gesteinen aus dem Impakthorizont am Tüttensee (Ejekta, Bunte Breccie) wurden ohne eigene Untersuchungen von Reimold, U. & Koeberl, C. zurückgewiesen.
2014: Neue Befunde zu den „exotischen“ Stoffen aus dem Chiemgau – Kraterstreufeld wurden in der Mineralogie-Tagung 2014 in Syktyvkar vorgestellt. Siehe Meteoriten-Bruchstücke.

### Besondere Merkmale
Im Streufeld wurden an etlichen Fundstellen Sphärulen (bis 1 mm Durchmesser) aus Glas, Metall und Kohlenstoff aus Bodenmaterial von etwa 30 cm Tiefe extrahiert, weiter sogenannte akkretionäre Lapilli im Umfeld des Tüttensees.

#### Kohlenstoff
Die untersuchten Kohlenstoffsphärulen werden aufgrund ihres internen Aufbaus und enthaltener Kohlenstoffmodifikationen (Diamanten im Nanometerbereich, Fullerene etc.) als Produkte eines Prozesses mit hohen Drücken und Temperaturen angesehen.
Aus dem südlichen Bereich des Streufeldes wurden bis mehrere cm große Stücke aus porösem Kohlenstoff nach Untersuchungen als Mischung von amorphem Kohlenstoff, glasartigem Kohlenstoff, diamantähnlichem Kohlenstoff und weiteren Modifikationen identifiziert, z. T. mit Bildungsbedingungen im Hochtemperatur- und Hochdruckbereich.
Von CIRT wird 2012 in einer Zeremonie dem stellvertretenden Landrat und Vorsitzenden des Chiemgau-Impakt-Verein e. V. Herrn Josef Konhäuser, das Chiemgauer Impakt-Gestein, einer seltenen Kohlenstoffmodifikationen mit dem Namen Chiemit, zusammen mit der Widmungsurkunde übergeben.
Wissenschaftler der CSIRO in Australien haben Chiemit-Material aus Mauerkirchen und dem Rauschberg mit Schmiedekoks verglichen und konnten eine starke Übereinstimmung feststellen. Belege für einen kosmischen Ursprung der Proben wurden nicht festgestellt.

### Meteoriten-Bruchstücke
Sie fehlen in größeren Meteoritenkratern in den allermeisten Fällen, und zwar wegen der vollständigen Verdampfung des Projektils beim Aufschlag. Mikroskopischer geochemischer Nachweis des Impaktors ist prinzipiell möglich. Bruchstücke des Meteoriten werden im Allgemeinen bei jungen, kleinen Kratern gefunden. Allerdings sind die im Macha-Kraterstreufeld (Jakutien) gefundenen wenigen Partikel, die man für meteoritisch hält, nicht größer als 1,2 mm.
2005: Metallische Partikel, die in Teilen Ostbayerns gefunden und als Eisensilizid (FeSi), Gupeiit (Fe3Si) und Xifengit (Fe5Si3) identifiziert wurden, wurden von dem CIRT ursprünglich als präsolare Einschlüsse des Chiemgau-Kometen gedeutet, deren Alter das des Sonnensystems übertreffen soll. Nach Aussage des CIRT konnte allerdings nicht ausgeschlossen werden, dass die Partikel einen Rückstand aus der Metallverarbeitung durch den Menschen darstellen. Weitere Untersuchungen nennen mittlerweile die industrielle Herkunft, als Nebenprodukte bei der Herstellung mineralischer Düngemittel, als wahrscheinlichste Erklärung für die Entstehung dieser Eisensilizide.
2005: Von einer Arbeitsgruppe der Universität München liegt eine Untersuchung der Region bei Burghausen vor. Die Größe des postulierten Streufeldes wurde hier mit 11 mal 7 Kilometern deutlich kleiner angegeben als vom CIRT. Eine Untersuchung der Eisensilizide hatte gezeigt, dass es sich um irdisches Material industrieller Abkunft handeln könnte. Die Untersuchung kam zu dem Schluss, dass es keine klaren Hinweise für eine anthropogene Herkunft der Bodenstrukturen gibt. Um eine Entstehung durch einen Impakt beweisen oder auch verwerfen zu können, wurden weitere geologische und archäologische Untersuchungen als notwendig angesehen.
2009: Die Gläser und Metallpartikel wurden auch von Wissenschaftlern an verschiedenen europäischen Universitäten und Forschungsinstituten untersucht. Hinweise auf einen Kometeneinschlag haben sich dabei nicht ergeben.

2014: Im Rahmen einer Mineralogen-Tagung der Russischen Akademie der Wissenschaften in Syktywkar (Yushkin Memorial Seminar) wurden vom CIRT in Zusammenarbeit mit Carl Zeiss Microscopy GmbH und Oxford Instruments GmbH NanoScience neue Analysen der im Streufeld aufgefundenen exotischen Materialien veröffentlicht. In dem vom LfU als industriell entstanden bezeichneten Material konnten folgende Stoffe nachgewiesen werden: Eisensilizide Fe3Si (Gubeit) – Fe5Si3 (Xifengit) – Fe2Si (Hapkeit), Mineral SiC:(β)3C-SiC (Moissanit), Nanodiamanten in FeSi-Matrix, Mineral Krotit und Mineral Dicalciumdialuminat. Weitere Materialien aus dem vermuteten Einschlagsgebiet sind das neue Gestein Chiemit und glasartiger Kohlenstoff mit C: 58,86 % O: 39,91 % sowie 1,23 %: Na, S, Fe, Si, Al, K, Cl, Ca besteht, welcher bei 3800–4000 K entsteht. Das CIRT sieht dies als Bestätigung, dass es sich nicht nur um Materialien handelt, welche sekundär im Laufe des Impaktvorgangs entstanden sind, sondern finden im Rahmen dieser Untersuchung acht Materialien, welche von bisherigen Meteoriteneinschlägen bekannt sind.
Das durch das CIRT postulierte Chiemit wurde in einer 2019 veröffentlichten Analyse als Koks aus irdischer, industrieller Produktion erkannt.

### Direkte Beobachtung (Historische Aufzeichnung)
Es gibt nur sehr wenige Meteoritenbeobachtungen, die zweifelsfrei einer Kraterbildung zugeordnet werden können (z. B. Sikhote Alin). Die Deutung eines Mythos als Meteoritenbeobachtung kann sich daher nur sehr bedingt auf Krater stützen. Steht zudem die Erklärung eines Kraters als Impaktfolge sowie dessen schlüssige Datierung noch aus, bleibt ein sich wechselseitig stützendes Konstrukt.

#### Der Mythos von Phaethon
Das CIRT-Team veröffentlichte 2010 im archäologischen Fachblatt Antiquity die These, dass die aus der griechischen Mythologie überlieferte Legende von Phaethon auf eine Beobachtung des Einschlags durch Kelten zurückgeführt werden könnte.
Das CIRT verwies dabei auf frühere Forscher, die aus der Beschreibung des außer Kontrolle geratenen Sonnenwagens mögliche Eindrücke der Beobachtung eines hellen Meteoriten lasen. Von allen bekannten Kraterbildungen ließe sich keine dem Entstehungszeitpunkt des Mythos zuordnen, außer dem hypothetischen Chiemgau-Einschlag in der CIRT-Datierung. Diese wurde allerdings in dieser Publikation gegenüber früheren Veröffentlichungen auf 2000 bis 800 v. Chr. angepasst.
Mitarbeiter des Bayerischen Landesamts für Umwelt widersprachen in der nächsten Ausgabe von Antiquity dieser Deutung unter erneuter Berufung auf die akzeptierten geologischen Erklärungen zur Bildung der vorgefundenen Gesteine und verwiesen auf die ungestörten Moor-Horizonte des Tüttensees.
Noch in derselben Ausgabe formulierten die Autoren des ursprünglichen Artikels, warum sie ihre These dennoch aufrechterhalten.
In einer weiteren Untersuchung kommen die Autoren James und van der Sluijs (2016) hingegen zum Schluss, die Phaeton-Erzählung könne nicht durch einen Einschlag in Bayern erklärt werden. Der Mythos sei vielmehr durch ein Ereignis im Nahen Osten zu erklären.

## Ansichten angeblicher Einschlagskrater

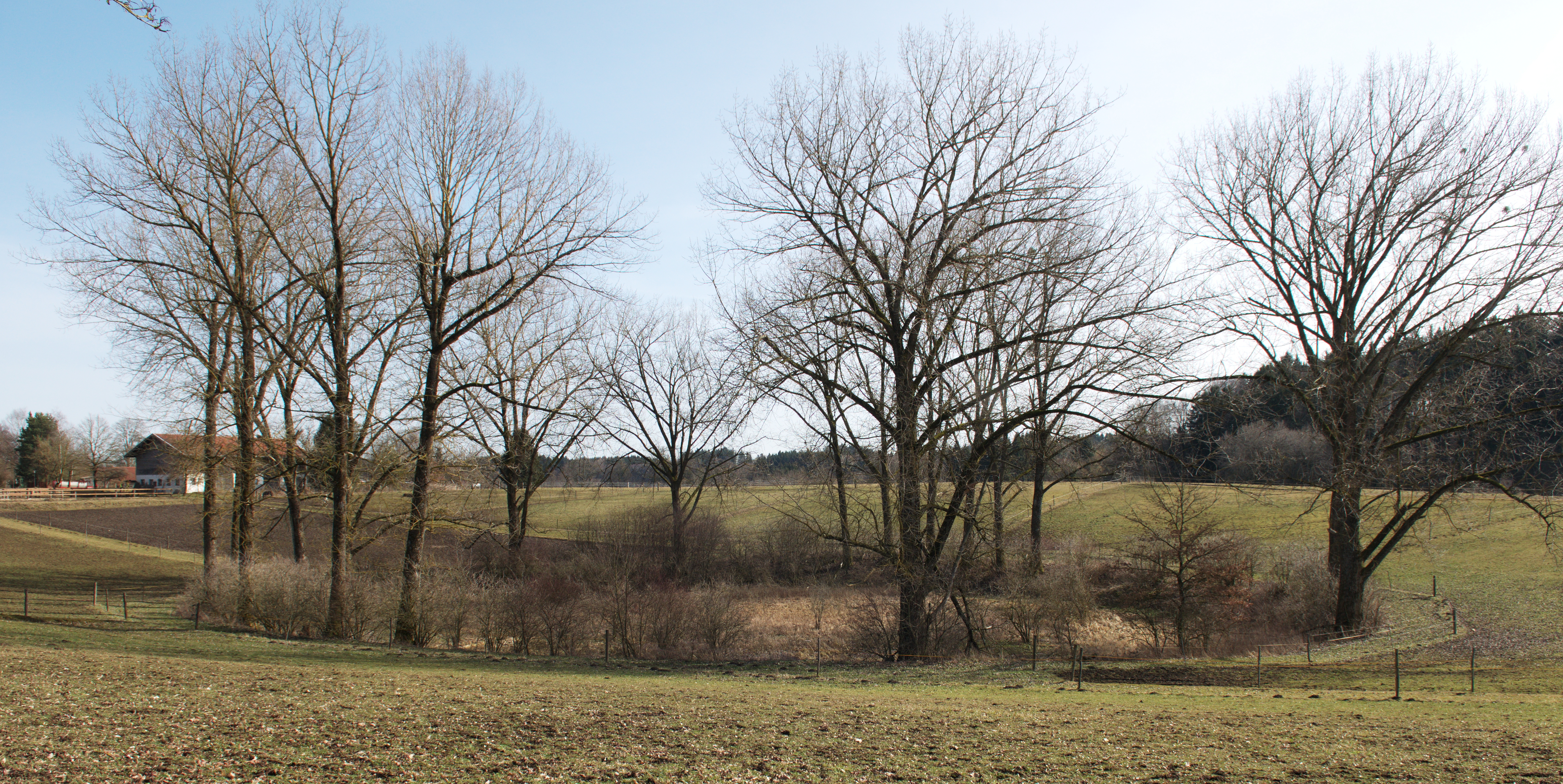
Toteisloch südwestlich von Klosterseeon, Naturdenkmal und Geotop
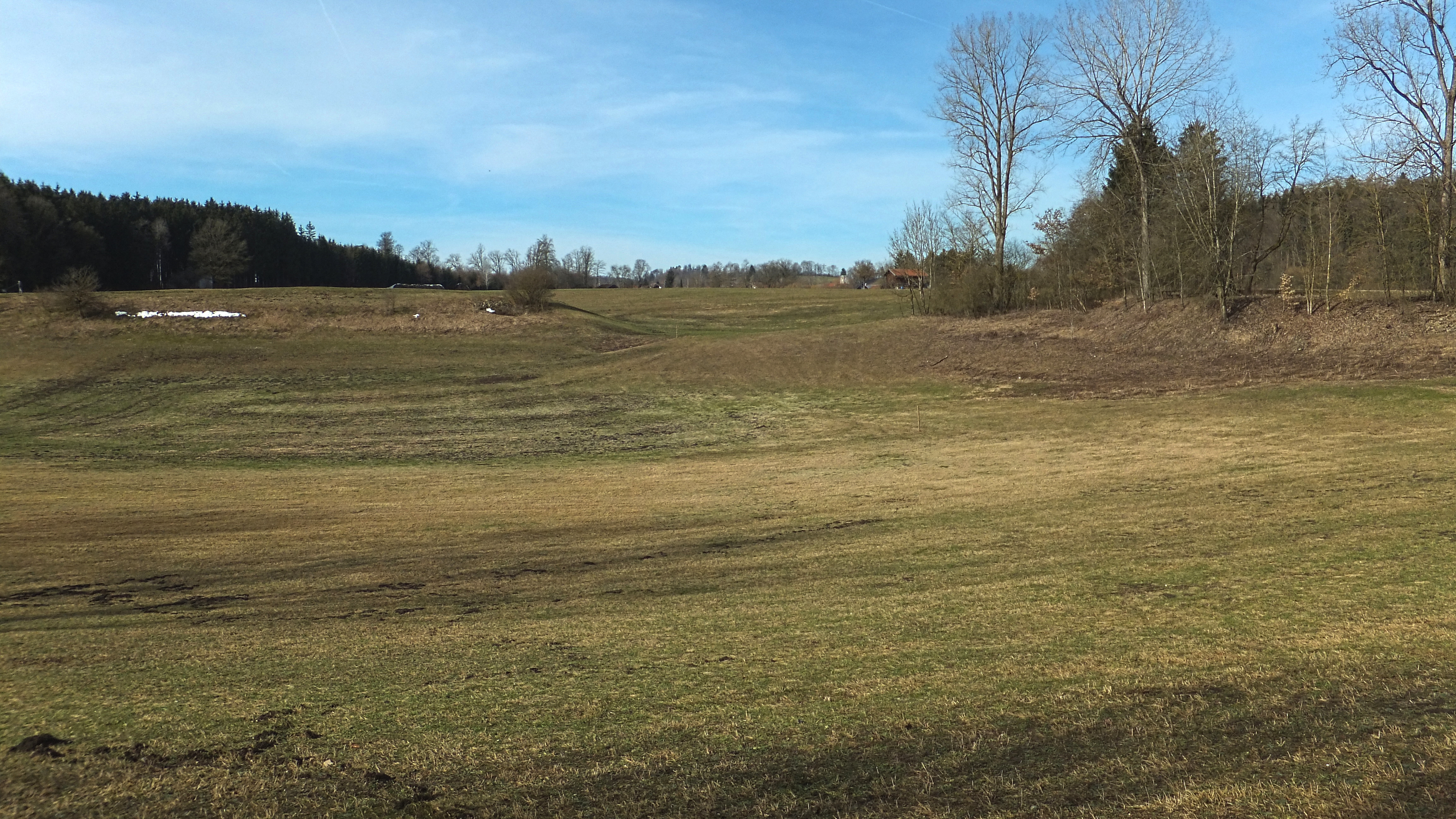
Schluckloch Eglsee, Geotop
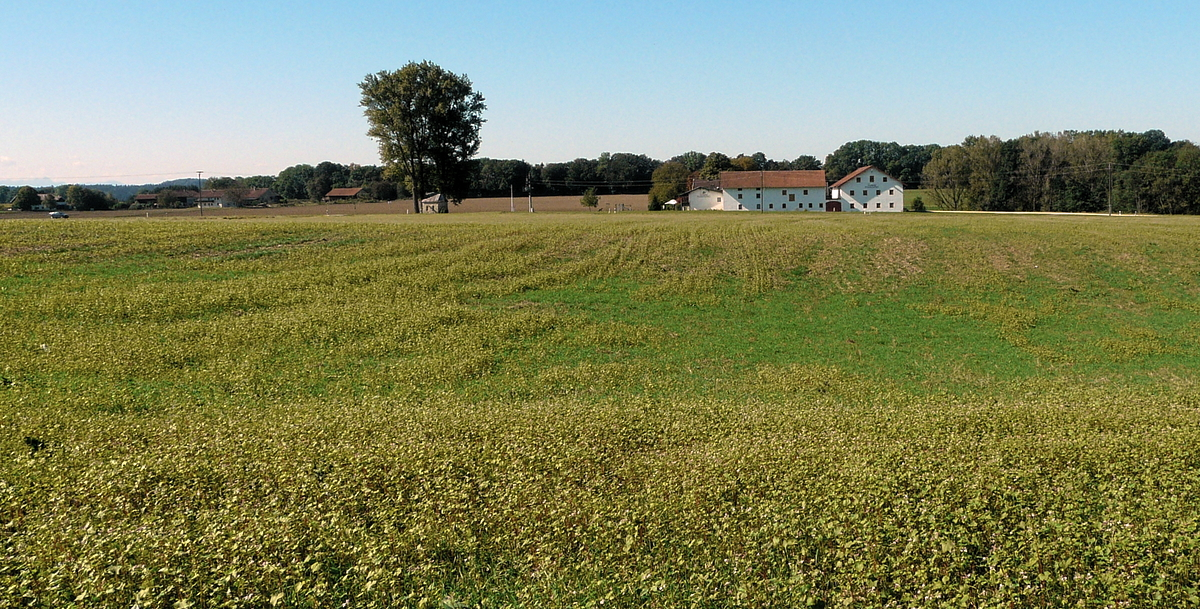
Depression Purkering
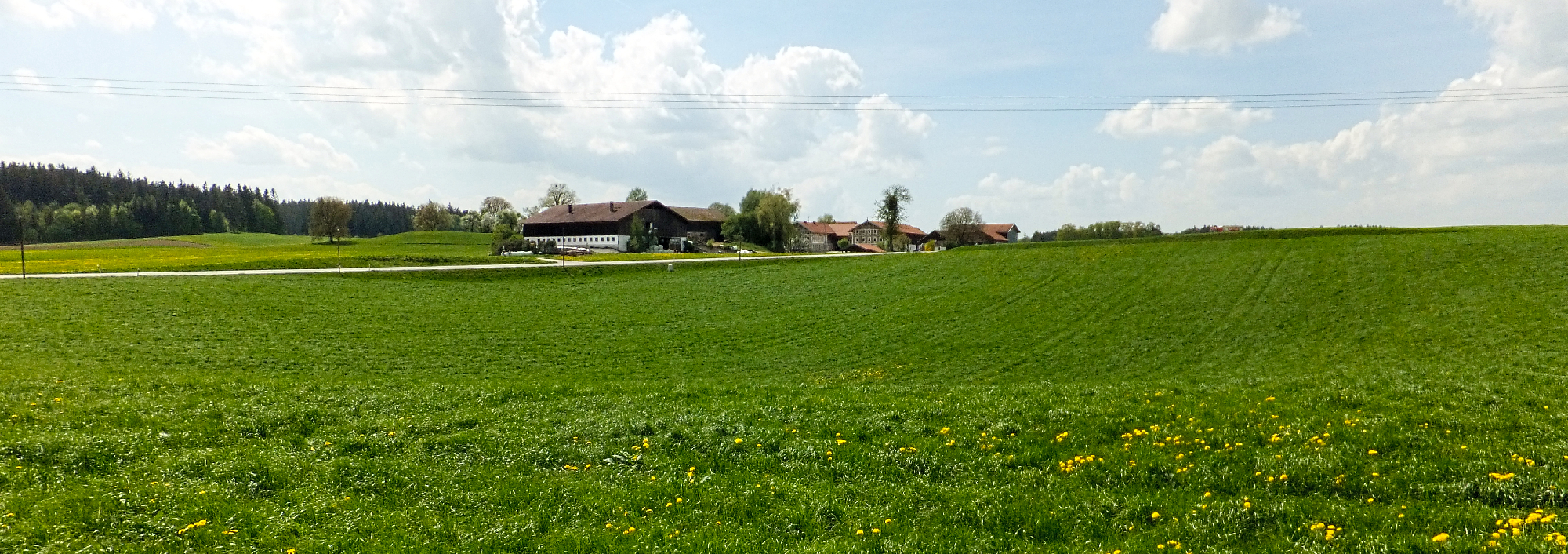
Depression Bergham
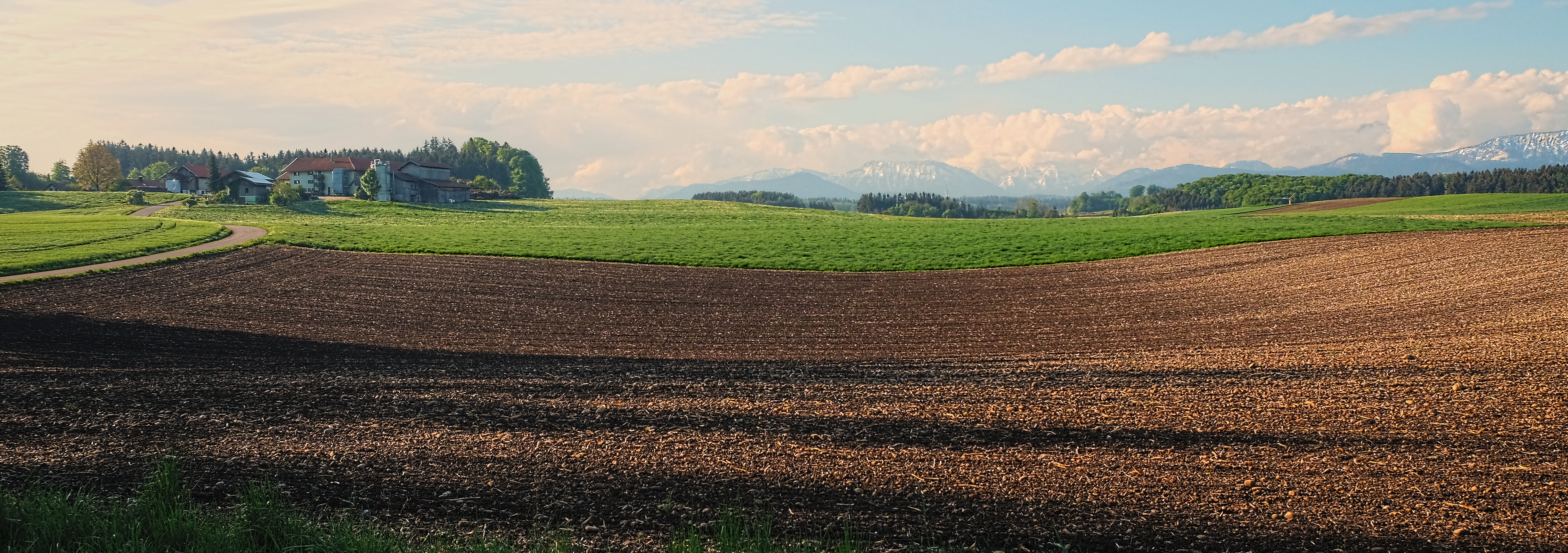
Depression Riederting
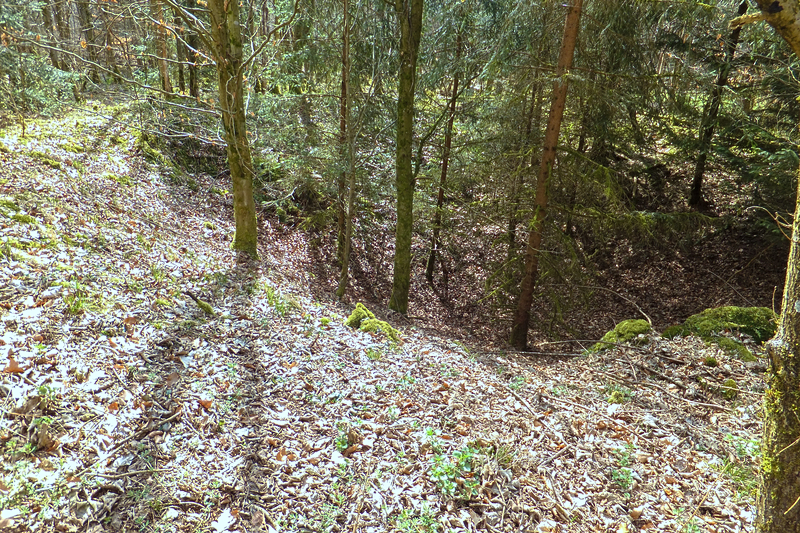
Depression 011

## Medienresonanz
Trotz der unsicheren Sachlage wurde die Hypothese vom Chiemgau-Impakt mehrfach von den Massenmedien aufgegriffen.
Zunächst berichtete das Nachrichtenmagazin Der Spiegel unter dem Titel Wald der Feuermurmeln am 25. Oktober 2004 über diese angebliche Entdeckung. Dann wurde im Alpen-Donau-Adria-Magazin des Bayerischen Fernsehens (15. Januar 2005) darüber berichtet. Unter dem Titel Geschoss aus dem All – ein Kometeneinschlag verwüstet Bayern strahlte die RTL-2-Serie „Welt der Wunder“ am 15. September 2005 einen ausführlichen Bericht mit computergenerierten Spezialeffekten und einer erfundenen Rahmengeschichte aus. In dieser ersten Berichterstattung blieb Kritik an der Realität dieses Vorgangs noch weitestgehend unerwähnt, die Kuriosität stand im Vordergrund. In der Reihe „Terra X“ des ZDF vom 8. Januar 2006 wurde die Diskussion um den sogenannten Chiemgau-Kometen vorgestellt. Die in dieser Sendung dargestellten, weitreichenden kulturhistorischen Auswirkungen sind allerdings spekulativer Natur und werden auch vom CIRT nicht gestützt. Die Darstellung des Kometen-Einschlags selbst wurde ebenfalls heftig kritisiert.
Ab 2006 wurde dann in den Medien zunehmend kritischer über die Hypothese berichtet und der Streit zwischen den Befürwortern und Kritikern in den Vordergrund gerückt, so in der BR-Reihe Faszination Wissen (2007) und der Arte-Reihe X:enius (2008) sowie aufgrund einer Pressemitteilungen des Landesamtes für Umwelt und einer dpa-Meldung im Herbst 2010 in zahlreichen deutschen Tageszeitungen und Wochenmagazinen.

## Stellungnahme von Wissenschaftlern zu den Aktivitäten des CIRT
Eine Gruppe von über 20 Wissenschaftlern gab im November 2006 zu der Theorie eine Erklärung ab, in der kritisiert wurde, dass „trotz Mangels an Beweisen und fehlender Dokumentation in wissenschaftlichen Fachzeitschriften […] die ‚Chiemgau Impakt-Theorie‘ in den Medien sehr einseitig publik gemacht worden“ sei. Deshalb werde „die Herkunft der Krater durch den Einschlag eines Kometen eindeutig zurückgewiesen.“ In einer Erwiderung wies das CIRT darauf hin, dass es in dieser Presseaussendung keine ihrer Forschungsergebnisse widerlegt sah und es sich durch die sehr umfangreiche Forschungsarbeit 2006 in ihren Erkenntnissen bestätigt sieht. Weitere Stellungnahmen folgten.
Aufgrund von Presseberichten in Lokalzeitungen, die die Impakt-Theorie als wissenschaftlich anerkannt bezeichneten, aber auch, weil das CIRT zunehmend öffentlich und politisch präsent sei, um seine Ideen zu verbreiten, veröffentlichten 16 Wissenschaftler im Mai 2011 einen „Offenen Brief“, in dem die bis heute getätigten Nachweisversuche des CIRT als abstrus bezeichnet werden. In dem Brief wird entschieden dem Eindruck entgegengetreten, dass die Impakt-Theorie auf einer wissenschaftlichen Basis beruhe oder gar einer wissenschaftlichen Überprüfung standhielte. In einer weiteren Stellungnahme, in der sie den offenen Brief mit einer Diffamierungskampagne gleichsetzten, setzten sich CIRT-Mitglieder dagegen entschieden zur Wehr und gingen auf die vorgebrachten Argumente der Gegner teils detailliert ein.

## Fehlende Bestätigungen
In der vom Planetary and Space Science Centre (PASSC) an der University of New Brunswick (Kanada), geführten Datenbank über bestätigte Impaktstrukturen auf der Erde, dem Earth Impact Database, finden sich für Deutschland nur zwei Einträge: der Rieskrater und das Steinheimer Becken.
Da die Bestätigung durch unabhängige Wissenschaftler fehlt, werden die von CIRT postulierten Krater von der Wissenschaftsgemeinde (engl. scientific community) nicht anerkannt.

## Ausstellungen des CIRT
- Museum zum Chiemgau-Impakt in der Schlossökonomie in Grabenstätt[83][84]
- Virtuelles Impakt-Museum Grabenstätt[85]

## Varia
Mehrere Autoren haben mittlerweile das Thema literarisch verarbeitet. Unter anderen hat René Paul Niemann die Hypothese, ihre Entstehung und Begleiterscheinungen in seinem Heimatkrimi Der Komet von Palling aufgegriffen. Auch in Ursula Isbels Fantasy-Geschichte Die Nacht der Feen spielt der Einschlag eine Rolle.